# هیلزبورو (ویسکانسین)
هیلزبورو  (به انگلیسی: Hillsboro) شهری در شهرستان ورنان ایالت ویسکانسین است که در سال ۱۸۸۵ بنیان‌گذاری شده‌است. این شهر طبق سرشماری سال ۲۰۱۰ میلادی ۱٬۴۱۷ نفر جمعیت داشته‌است.